# Liopropoma aurora
Liopropoma aurora là một loài cá biển thuộc chi Liopropoma trong họ Cá mú. Loài này được mô tả lần đầu tiên vào năm 1903.

## Phân bố và môi trường sống
L. aurora có phạm vi phân bố ở Bắc Thái Bình Dương. Đây là một loài đặc hữu của quần đảo Hawaii. L. aurora sống xung quanh các rạn san hô và đá ngầm ở độ sâu khoảng từ 21 đến 183 m.

## Mô tả
L. aurora có chiều dài cơ thể tối đa được ghi nhận là 17 cm. Cơ thể có màu đỏ với nhiều đốm chấm màu vàng nâu vàng lục. Đầu có nhiều đốm và sọc màu vàng. Vây lưng, vây hậu môn và đuôi có các dải vàng ở rìa vây (thùy trên và dưới đối với vây đuôi).